# Золотой носорог
«Золото́й носоро́г» — первая российская кинопремия за лучшие телевизионные сериалы. Претендовать на премию может любой телевизионный многосерийный фильм, премьера которого состоялась на одном из российских телеканалов. Присуждается по итогам закрытого голосования ведущих кинокритиков, продюсеров, режиссёров и актёров.
Первая церемония вручения состоялась 28 февраля 2011 года в Государственном театре киноактёра.
Премия вручается в 46 номинациях в 6 категориях:
- Лучший телевизионный фильм (до 4 серий)
- Лучший телевизионный сериал (до 12 серий)
- Лучший телевизионный сериал (до 32 серий)
- Лучшая теленовелла (больше 32 серий)
- Лучший ситком
- Премии за телевизионные фильмы вне категорий

## Церемонии
- «Золотой носорог» (кинопремия, 2011)